# 幸阿弥派

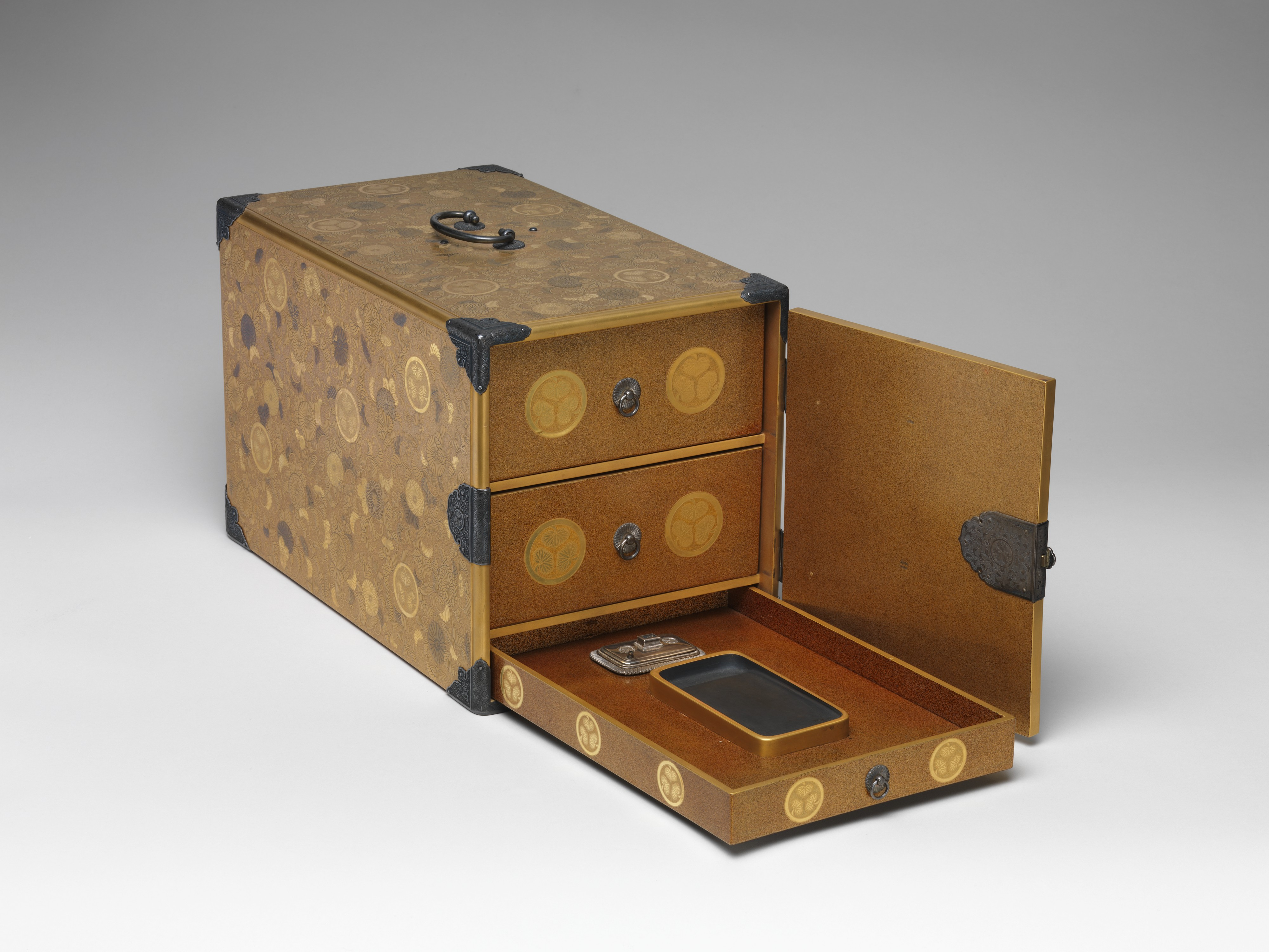
「菊唐草葵紋蒔絵掛硯箱」 金箔梨子地に金銀の高蒔絵、平蒔絵で装飾されている。

幸阿弥派（こうあみは）または幸阿弥家（こうあみけ）は、漆芸における蒔絵師の流派で代々将軍家に仕えた。室町時代、足利義政の近習である土岐四郎左衛門道房の子、四郎左衛門が幼少より蒔絵技術を習った。その技巧は無双の名人と称されるに至ったのが始まりとされる。初代幸阿弥道長は、土佐光信の下絵を用いて高蒔絵にし、形状は能阿弥、相阿弥の趣向を用いて研ぎ出し蒔絵とした。（蒔絵#主な技法とその歴史を参照）
天皇即位の際の調度品、あるいは公家の調度品のほか、婚礼調度品が有名で、徳川家光に嫁いだ千姫の鏡台である「初音蒔絵調度」や、徳川治宝の娘の三棚、化粧道具、手水道具、衣装箪笥、楽器などの婚礼調度がある。他に太閤秀吉と北政所愛用の椅子、歌箪笥、手文庫、手拭掛などは、いわゆる高台寺蒔絵の代表として徳川美術館などに納められており現在まで伝わっている。また、道長や五十嵐信斎の漆芸品は東山御殿物とされ同じく伝わっている。

## 幸阿弥家当主

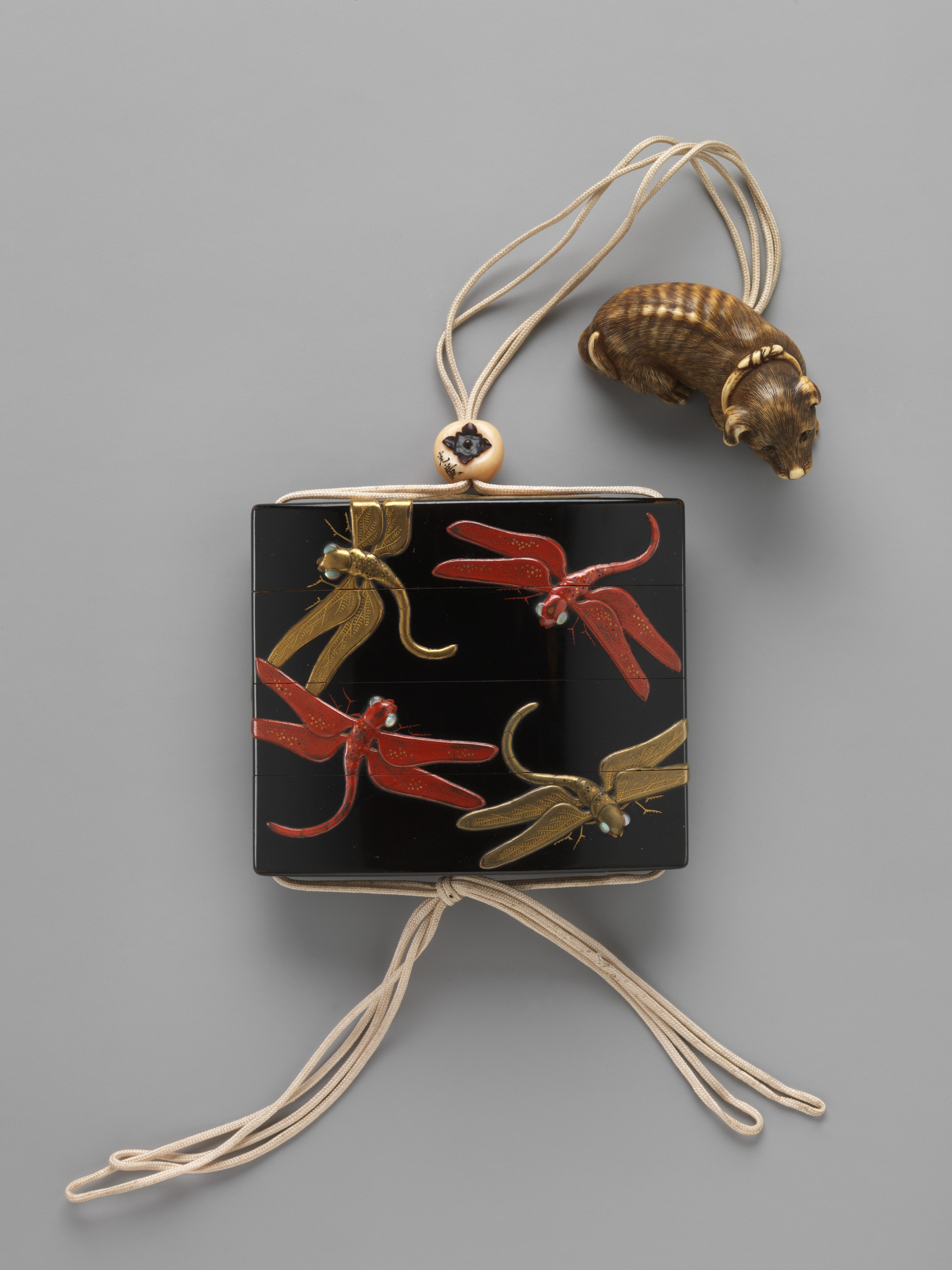
長孝作「蜻蛉蒔絵印籠」

- 道長 -（初代、1410年 - 1478年）土岐伊豆守源國房より13代目の土岐四郎太夫道房の子。近江に領地を保有した。土佐光信に下絵を描かせて高蒔絵を、能阿弥の下絵には研ぎ出し蒔絵を施した[4]。
- 道清 -（2代、1433年 - 1500年）道長の子。後土御門天皇即位の際に、足利義政から道具類の製作を命ぜられた[4]。
- 宗金 -（3代）[注釈 2]後柏原天皇即位に際し、足利義澄から道具類の製作を命ぜられた。1527年に71才で没[5]。
- 宗正 -（4代）宗全の子。1554年に76才で没[5]。
- 宗伯 -（5代、1484年 - 1557年）宗金の子、宗正の弟。後奈良天皇即位の際に、細川高国から道具類の製作を命ぜられた。1557年に74才で没[5]。作品に桜山鵲蒔絵硯箱。
- 長清 -（6代、1506年 - 1603年）宗伯の子。正親町天皇即位に際し、足利義輝から道具類の製作を命ぜられた。1603年に75才で没[5]。
- 長晏 -（7代、1569年 - 1610年）長清の子[6]。後陽成天皇即位に際し、豊臣秀吉から道具類の製作を命ぜられた。1610年に東海道において落馬し42才で没した[4][7]。
- 長善 -（8代）長晏の長男。1613年に没した[4]。
- 長法 -（9代）長晏の次男。1618年に没した[4]。
- 長重 -（10代、1599年 - 1651年）長晏の三男。御用蒔絵師として京都と江戸を往来した。作品に、東福門院の婚礼調度品、明正天皇の即位調度品、初音蒔絵三段[注釈 3]がある。狩野守信が下絵を描き長重が高蒔絵を施した。徳川家光の意向によって唐松に蔦の文様を蒔絵で表現した[7]。幸阿弥家の中で最も名工といわれる[4]。
- 長房 - (11代、1628年 - 1682年)長重の子。後西天皇即位の際、徳川家綱の意向により調度品を製作した[7]。
- 長救 -（12代）
- 正峰 -（13代）
- 道該 -（14代）
- 長孝 -（15代）
- 長周 -（16代）
- 長輝 -（17代）
- 長行 -（18代）長輝の長男[8]
- 長賢 -（19代）長輝の次男[8][9]。[注釈 4]